# South End (Boston)
Pour les articles homonymes, voir South End.
Le South End est un quartier de Boston, au Massachusetts, au nord-est des États-Unis. Il est connu pour son architecture du XIXe siècle et sa communauté gay.

## Géographie

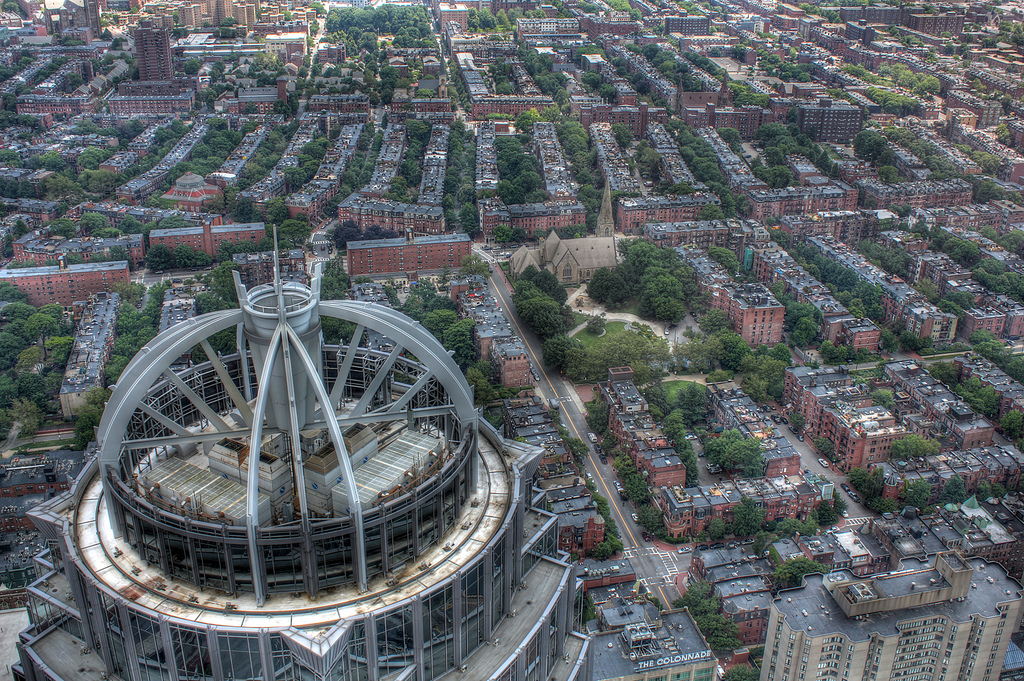
Vue aérienne de South End.

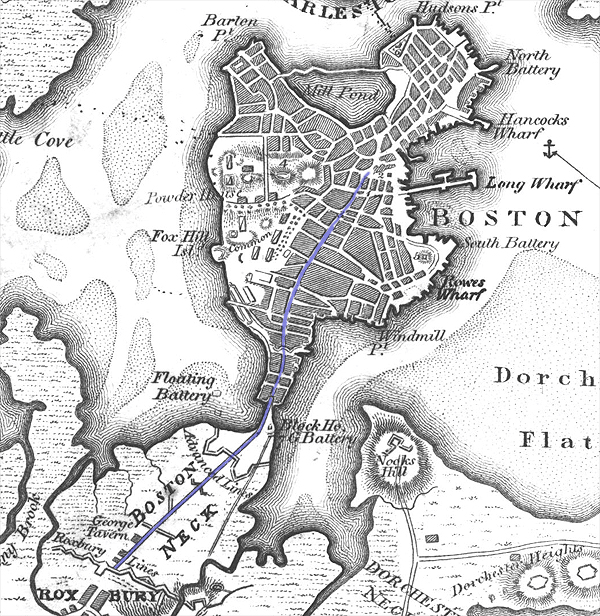
The Boston Neck: axe actuel de la rue Washington, autrefois zones humides riveraines.

Le South End se situe au sud de Back Bay, au nord-ouest de South Boston, au nord-est de Roxbury, au nord de Dorchester et au sud-ouest de Bay Village. Malgré son nom, le quartier ne se trouve pas directement au sud du centre-ville de Boston.
Le quartier est construit sur une ancienne aire marécageuse riveraine, une partie d'un projet plus grand du remplissage de Back Bay (au nord et à l'ouest de la rue Washington) et de South Bay (en) (au sud et à l'est de la rue Washington), entre les années 1830 et 1870. Le matériau de remplissage est transporté par trains depuis de grandes tranches de gravier excavé à Needham (Massachusetts). Le South End est rempli et développé en premier, avant Back Bay qui est plutôt construit après la Guerre civile américaine. La technologie du XIXe siècle ne permet pas encore l'insertion de pieux d'acier dans la roche-mère et un système de billes de bois submergées sert de fondations à la plupart des immeubles de South End. Les récentes baisses des niveaux d'eau souterraine causent des dommages à ces piles de bois en les exposant à l'air. Le forage d'une série de puits permet maintenant de mesurer le niveau d'eau et, au besoin, de l'ajuster par l'introduction d'eau. L'altitude est de 1,3 mètre.

## Urbanisme

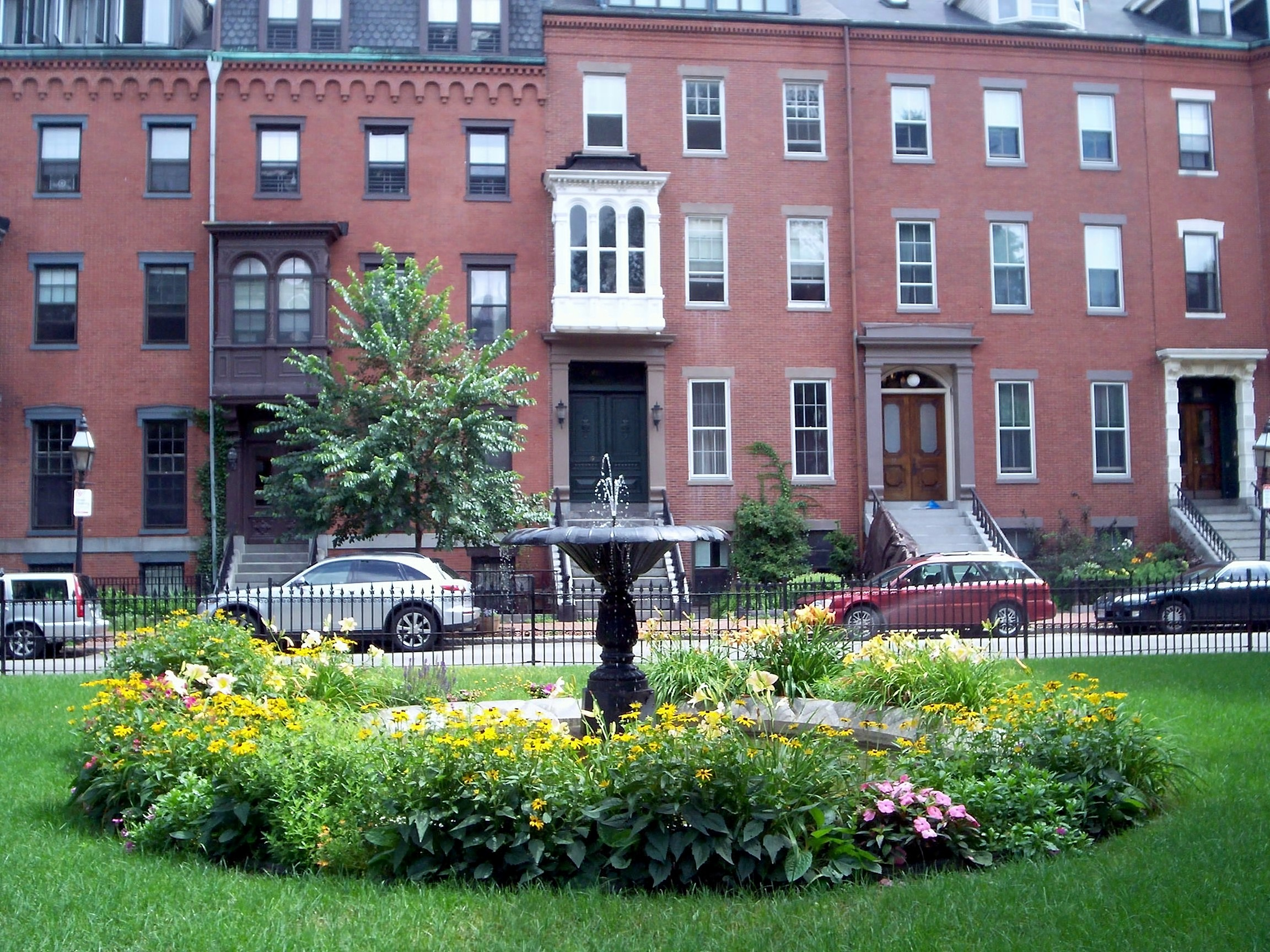
Union Park.

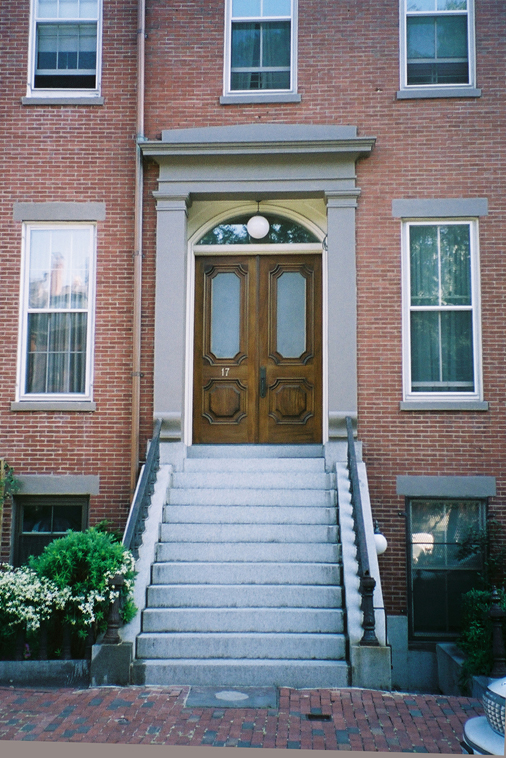
Maison de ville de South End.

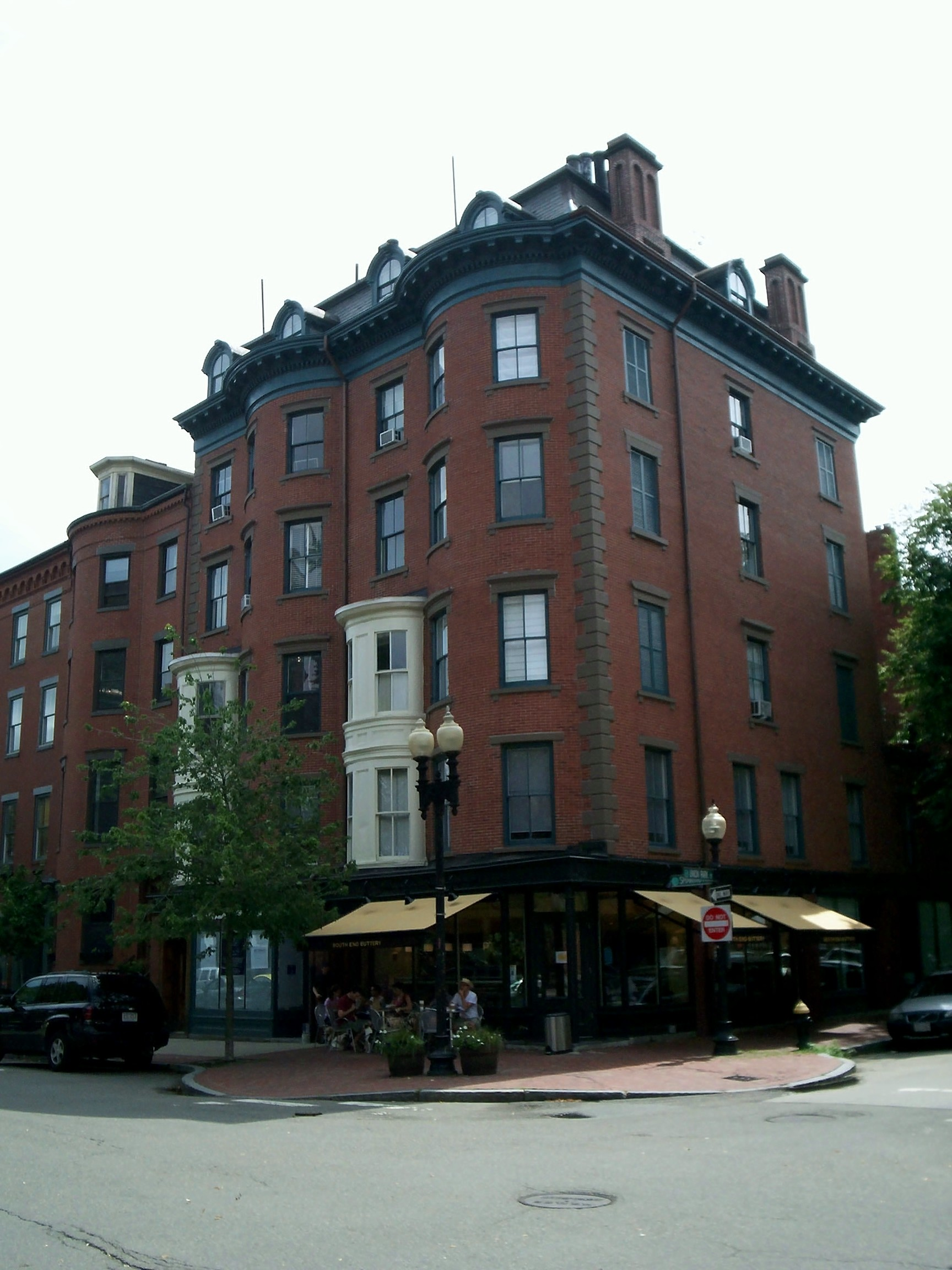
Rue Union Park et avenue Shawmut.

Le quartier se caractérise, d'une part, par la présence de nombreuses demeures d'architecture victorienne, et d'autre part, par ses importants espaces verts. Depuis 1973, le South End est inscrit au National Register of Historic Places.
L'architecture du quartier est dominée par la présence de rangées uniformes de bâtiments du XVIIIe siècle de cinq étages de revêtement de brique rouge avec fenêtres en saillie, d'usage mixte résidentiel et commercial. Les styles les plus courants sont néo-Renaissance, italianisant et Second Empire, avec certains bâtiments de types Greek Revival, éclectique égyptien, néo-gothique et Queen Anne. Les maisons en rangée construite dans le dernier quart du XIXe siècle, notamment le long de l'actuel Southwest Corridor Park, traduisent l'influence de Charles Eastlake par leurs décorations incises dans la taille de la pierre. Malgré la variété des styles, l'utilisation d'une palette uniforme de revêtements comprenant la brique rouge, l'ardoise, le calcaire et les rampes en fonte, crée une grande unité visuelle. Le South End est inscrit au Registre national des lieux historiques et un district labellisé Boston Landmark (en). Il forme le plus grand ensemble nord-américain de maisons victoriennes, sur une superficie d'environ 121 hectares. Le groupe citoyen South End Historical Society (en) œuvre avec la Boston Landmarks Commission (en) en matière de préservation du patrimoine bâti.
Le South End comporte onze parcs, la plupart étant des squares en milieu résidentiel, de forme elliptique avec espace vert de faible intensité au centre. Certains de ces parcs ont été conçus initialement par Charles Bulfinch, s'inspirant des squares résidentiels anglais. Dans plusieurs cas, une fontaine orne le centre et une clôture de fonte encadre l'espace vert. Seize jardins communautaires et petits parcs entretenus par le South End Lower Roxbury Open Space Land Trust (en) complètent la trame verte du quartier.
Le South End était autrefois bordé au nord et à l'est par la ligne de Boston à Providence (en), dont le terminus se trouvait à la gare B&P RR longeant le jardin public. La voie ferrée est maintenant recouverte par le Southwest Corridor Park et se termine à la Gare de Back Bay. La plupart des rues du quartier portent le nom de villes desservies par cette ligne ferroviaire ou par le Boston and Albany Railroad (en), soit Greenwich, Newton, Canton (Massachusetts), Dedham, Brookline, Rutland, Concord, Worcester, Springfield, Camden, Northampton, Sharon, Randolph, Plympton, Stoughton, Waltham, Dover, Chatham et Wareham.
Les principales artères commerciales du South End sont l'Avenue Colombus (en), la Rue Tremont (en) et la Rue Washington, entre les rues Newton Ouest et Berkeley. La rue Washington, initialement un viaduc reliant initialement Roxbury à Boston, fait l'objet d'importants investissements dans les années 1990. La rue suivait le Washington Street Elevated, un train aérien relocalisé sous le Southwest Corridor Park dans les années 1980. L'axe Washington forme un segment de la Silver Line (MBTA) (en), la première ligne de système rapide par bus. L'avenue Columbus est bordée de plusieurs restaurants et offre une perspective remarquable sur le clocher de Park Street Church. Maintenant, la ligne orange du métro de Boston circule le long du Southwest Corridor (en), avec correspondance avec la station Back Bay du train de banlieue de la MBTA, près du pôle d'emploi du Copley Square Employment Center) à la station Massachusetts Avenue (MBTA) (en).
Les principaux secteurs au sud-ouest du quartier comprennent, suivant la Boston Redevelopment Authority :
- SOWA (South of Washington Area), entre les rues Albany, East Berkeley, Washington et Massachusetts Avenue (en);
- New York Streets, entre les rues Herald, East Berkeley, Albany et Tremont;
- Back Streets, entre l'I-93 et les rues Harrison, East Brookline et East Berkeley;
- Medical area, entre l'I-93, Massachusetts Avenue et les rues Franklin Park et East Brookline.

## Histoire

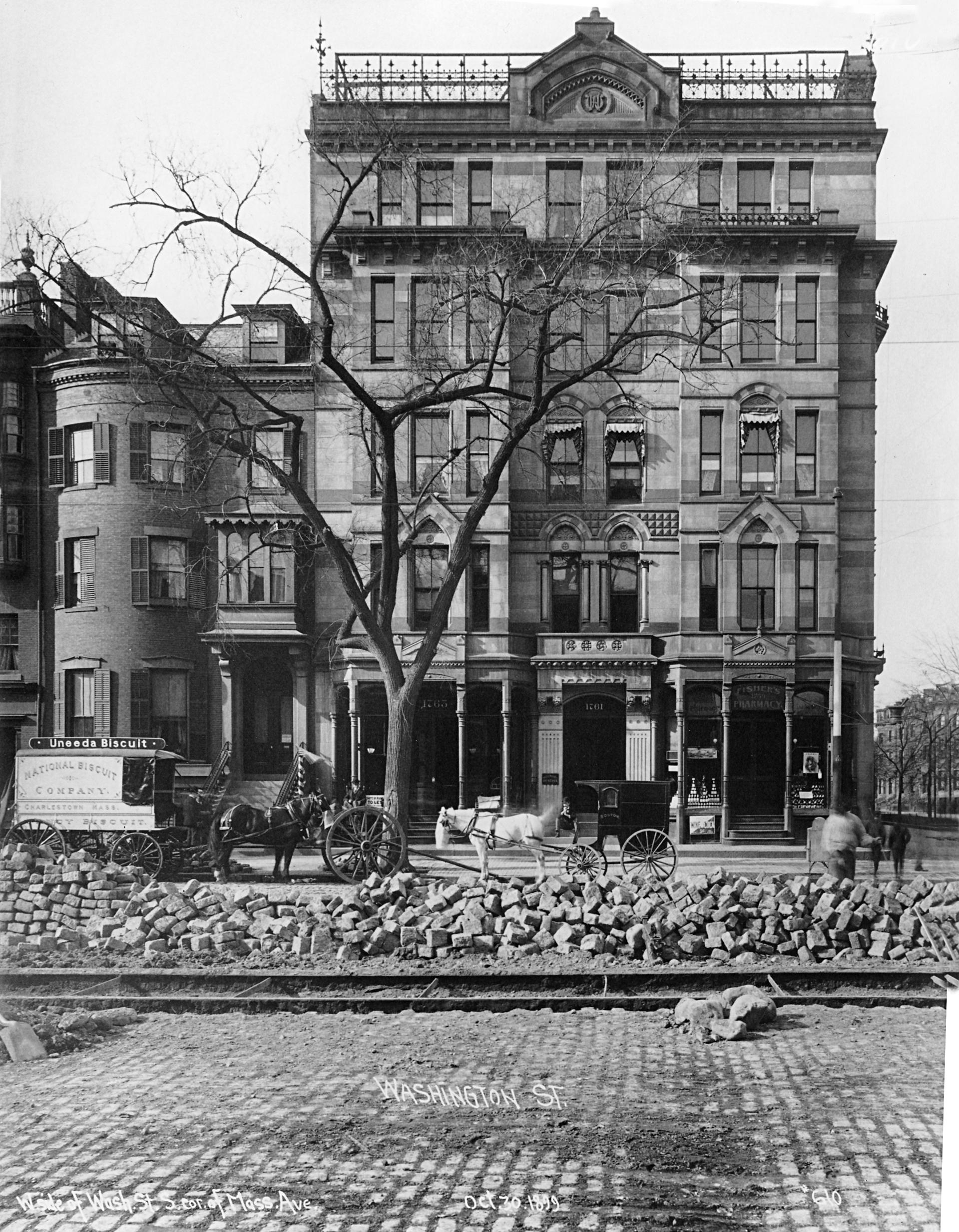
Hôtel Alexandra en 1899.

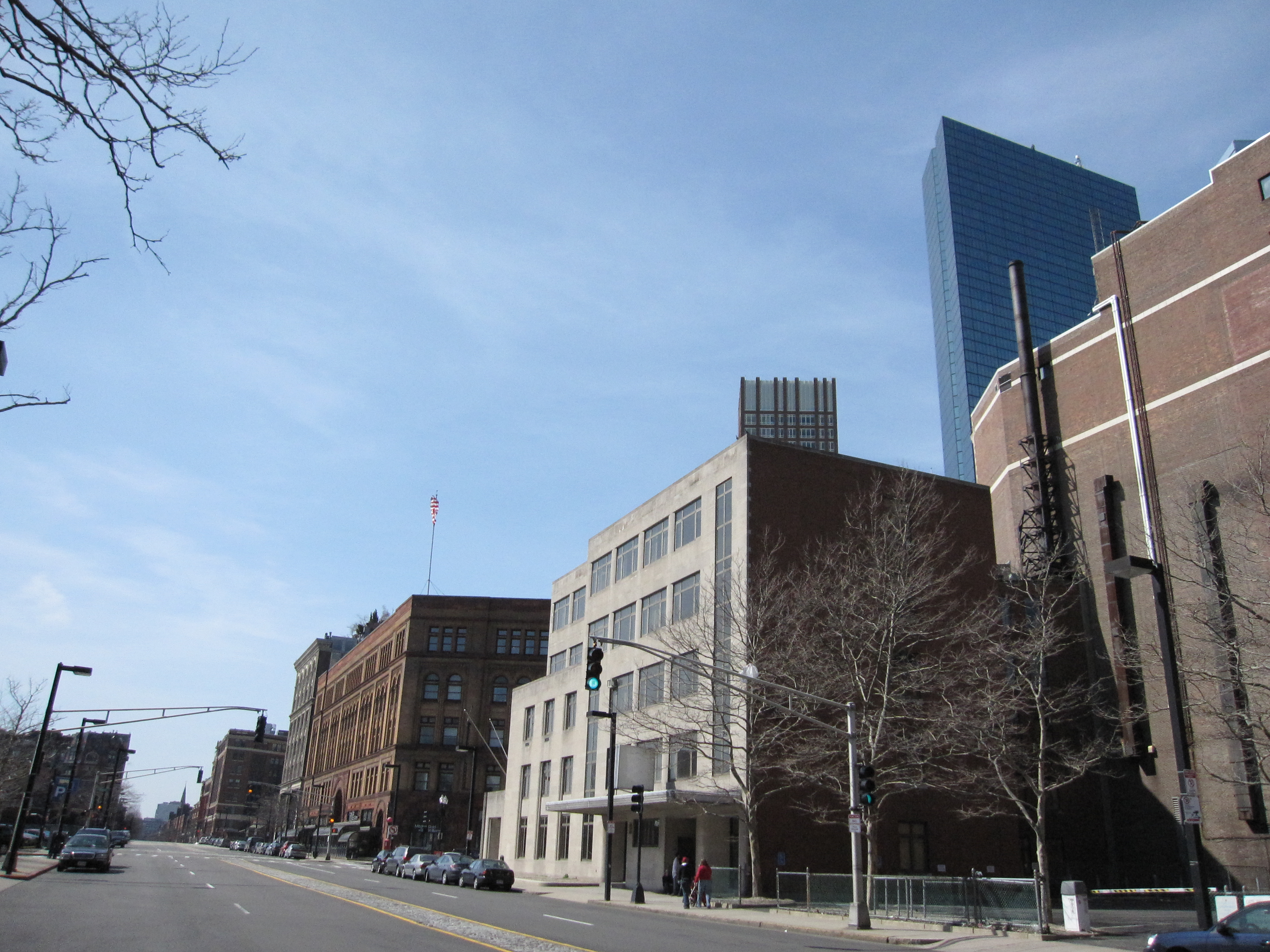
Avenue Columbus.

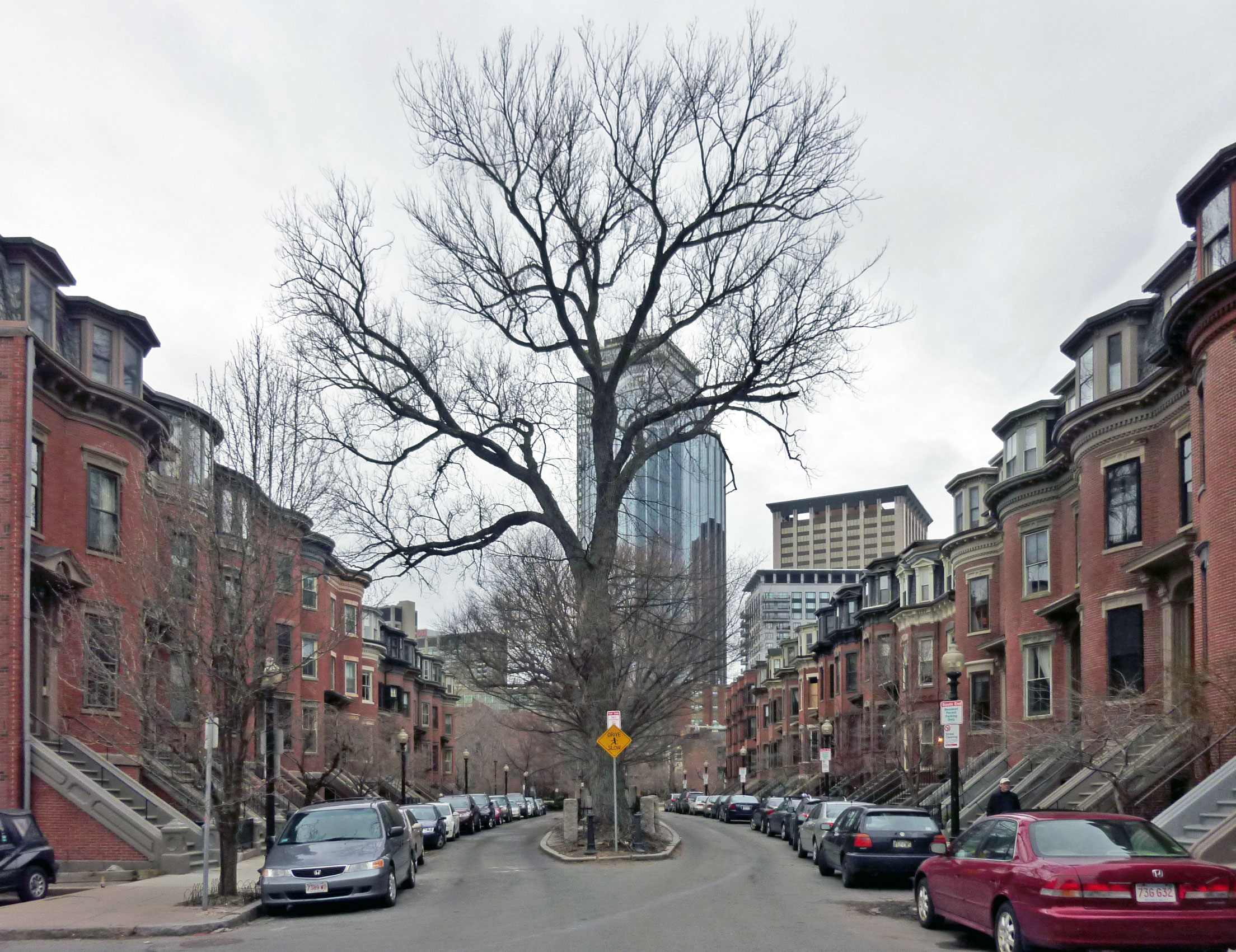
Braddock Park.

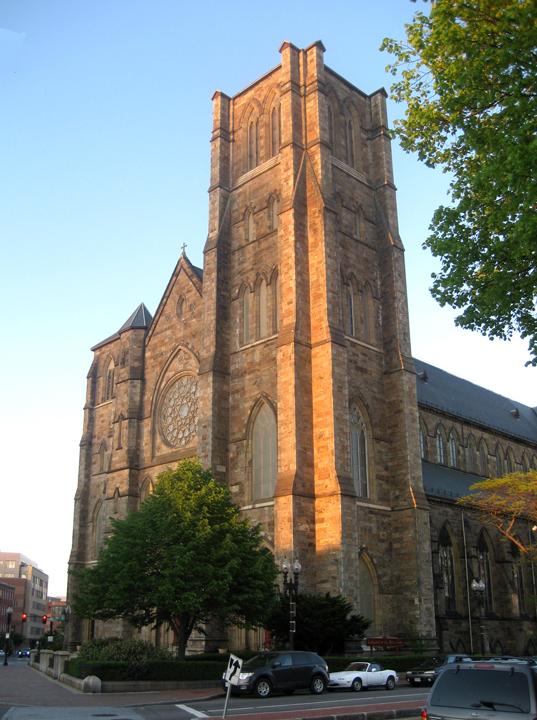
Cathédrale de la Sainte-Croix.

La liaison ferroviaire entre Boston et Albany est construite en 1841 afin de maintenir la position concurrentielle de Boston par rapport à New York comme port atlantique. Le développement du quartier South End débute en 1849 avec les premières constructions sur du terrain de remplissage d'estran au nord et à l'est du Neck (maintenant la rue Washington). Plusieurs maisons de Back Bay ne disposent alors pas de toilettes, les habitants devant faire leur toilette aux bains publics. Le terrain de remplissage est alors de 8 pieds (2,4 m) au-dessus du niveau de la mer alors que la rive originale du Boston Neck passe devant le 11 rue James (actuel 40 rue St. George), et rétrécit jusqu'à la rue Dover. Dans les années 1850, immédiatement au sud de la voie du Boston and Worcester Railroad (où se trouve actuellement le Massachusetts Turnpike) les nouvelles rues du secteur résidentiel du South End sont dénommées d'après les arrêts ferroviaires vers Albany, ainsi la rue Albany, et, à l'époque, dans l'axe nord sud, les rues Seneca, Oneida, Oswego, Genesee, Rochester et Troy (celle-ci étant maintenant la rue Traveller Street),
L'emplacement des actuels squares Blackstone et Franklin se trouve alors en terme ferme bien que les marées hautes les couvrent parfois. Les blocs massifs de granite de la mer sont visibles depuis l'avenue Harrison près de l'école Joshua Bates. La Ville de Boston planifie alors le développement d'un grand quartier central résidentiel afin de désengorger le centre-ville et Beacon Hill, tout en accroissant et stabilisant ses recettes d'impôt foncier. La trame urbaine se veut reproduire le modèle anglais du XVIIIe siècle, soit un ensemble de maisons de ville avec vue sur des petits parcs au centre des voies de circulation satisfaisant les besoins de la classe moyenne. Le développement résidentiel s'opère entre 1850 et 1880. L'architecte Charles Bulfinch planifie le développement des premiers espaces verts, notamment le square Columbia. Bulfinch y organise la circulation véhiculaire autour du square et non à l'intérieur. Son concept n'est pas adopté et la rue Washington est construite à l'intérieur de l'espace vert, divisant le square initial en deux squares, actuellement les Squares Franklin et Blackstone (en).
Des ménages de classe moyenne ou aisée s'établissent au South End, notamment des entrepreneurs, des politiques, des banquiers et des industriels. La période où le quartier est habitée par une classe aisée est relativement courte. Une série de crises financières, comme la Panique bancaire américaine de 1884 (en), la panique de 1907, jumelée à la construction d'immeubles de logements en location et au développement résidentiel de Back Bay et Roxbury, amènent une diversification graduelle de la population à la fin du XIXe siècle, initialement blanche d'origine protestante anglaise, avec l'arrivée d'Irlandais catholiques, d'immigrants et d'Afro-Américains.
Le Boston City Hospital (en) s'établit au South End, ce qui attire plusieurs autres établissements de la santé, dont le Massachusetts Homeopathic Hospital (en) en 1875 et la Boston University School of Medicine (en) et le New England Female College, première collège de femmes dans la région, en 1874. Bien que la population noire est alors admise dans les hôpitaux, le personnel n'en compte encore aucun. En 1908, Cornelius Garland, médecin d'Alabama, ouvre le Plymouth Hospital et la Nurse's Training School. En 1929, le Plymouth Hospital ferme du fait que le City Hospital commence à accepter les Afro-Américains dans ses programmes médicaux et infirmiers.
À partir de 1915, le local 535 de l'American Federation of Musicians réunit les plus grands musiciens américains de jazz dont Duke Ellington, Cab Calloway, Chick Webb, Earl Hines et Jimmie Lunceford. Ses bureaux se trouvent originellement au-dessus du Charlie's Sandwich Shoppe (en), dont un des murs est orné de photos de plusieurs personnalités du jazz. Jusque dans les années 1950, le quartier compte plusieurs clubs de jazz comme le Royal Palms, Eddie Levine's, le Pioneer Club, Handy's Grille, Tic-Toc, Connolly's, Estelle's, le Hi-Hat, le Savoy, le Cave, Basin Street, Louie's Lounge et le Wally's Paradise. Seul le Wally's Paradise existe encore. En 1970, par décision de la Cour, le local 535 et le Local 9, qui réunit les artistes de race blanche, fusionnent et la plupart des musiciens afro-américains quittent.
Dans les années 1940, des hommes célibataires gais s'établissent dans le quartier. Le South End devient également un centre de la vie et de la culture noire de classe moyenne de Boston. De nombreux bagagistes de chemin de fer habitent alors Columbus Avenue et les logements des sociétés ferroviaires. La transformation du stock immobilier en immeubles possédés par des propriétaires investisseurs et non résidents se traduit par une pauvreté croissante dans le quartier dans les années 1960. Sous l'impulsion du Settlement movement, plusieurs initiatives d'habitation s'implantent dans le South End, notamment South End House, Haley House, Lincoln House, Harriet Tubman House et le Children's Art Centre. En 1960, ces maisons fusionnent et forment le United South End Settlements (en).
À partir de 1955, près de la moitié des immeubles du secteur New York Streets sont démolis dans le cadre d'une opération de renouvellement urbain visant à transformer des quartiers pauvres en activités industrielles en une période de déclin urbain. L'îlot urbain résultant est redéveloppé pour accueillir les sièges sociaux des principaux journaux de la ville, notamment le Boston Herald (Herald-Traveler Corporation),. Le secteur de redéveloppement en usage mixte connu comme le Ink Block, comprend appartements, épicerie, restaurants et commerce de détail. Des opérations semblables surviennent dans d'autres secteurs populeux du South End, par exemple les projets d'habitation à très forte densité Cathedral à côté de la Cathédrale de la Sainte-Croix  ou les développements d'habitation Castle Square entre 1964 et 1966. La proximité du chemin de fer et du port attire plusieurs manufactures dans le South End. Plusieurs usines et entrepôts s'installent sur la rue Albany le long du canal Roxbury. Au XIXe siècle, le quartier devient le entre de l'industrie du meuble et de la fabrication de pianos de Boston.
De nos jours, plusieurs projets de développement résidentiel et commercial se réalisent et sont planifiés dans le South End.

## Démographie
Lors du recensement de 2010, la population du quartier s'élevait à 24 577 habitants contre 21 911 lors du recensement de 2000 soit une baisse de 12,2 %. La population de South End se compose de Blancs (55,2 %) devant les Asiatiques (16,2 %), les Hispaniques (13,3 %) et les Noirs (12,5 %). La population est diversifiée avec de nombreux immigrants, de jeunes familles, des professionnels et des personnes LGBT. Plus de la moitié (55,2 %) des habitants ont un diplôme universitaire ; l'âge médian est de 36 ans ; moins des deux tiers (65,6 %) sont de langue maternelle anglaise alors que 12,9 % sont hispanophones, 10,4 % sont sinophones, et 2,7 sont francophones.
Le nombre de logements est de 13 648 contre 12 000 en 2000, soit une augmentation de 13,7 %. Le taux d'occupation s'est maintenu, passant de 94,6 % à 94,0 %.

## Économie
Le quartier compte de nombreux commerces, notamment des restaurants, bars, galeries d'art et institutions financières.
Le revenu médian annuel de la population du quartier s'élevait en 2006-2010 à 57 669 dollars, avec un grand nombre de ménages défavorisés (23,1 % de la population ayant un revenu inférieur à 14 999 dollars) et favorisés (20,0 % supérieur à 150 000 dollars).

## Culture
- La série des années 1980 Hôpital St Elsewhere se déroule dans un hôpital du South End.
- Le South End est le quartier de naissance du peintre réaliste Jack Levine.

## Société
Le South End compte cinq écoles primaires et secondaires.

## Iconographie

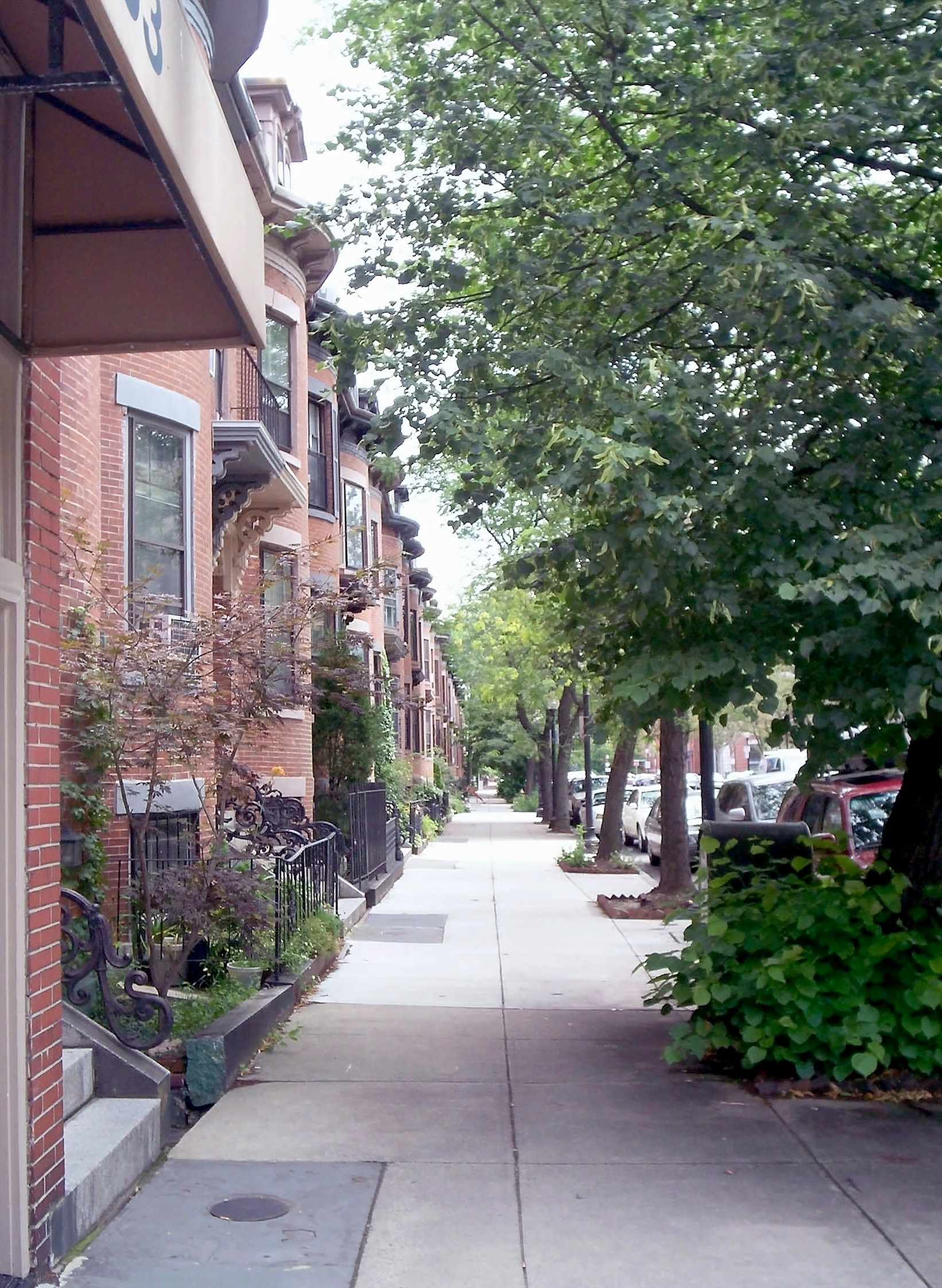
Rues droites South End.
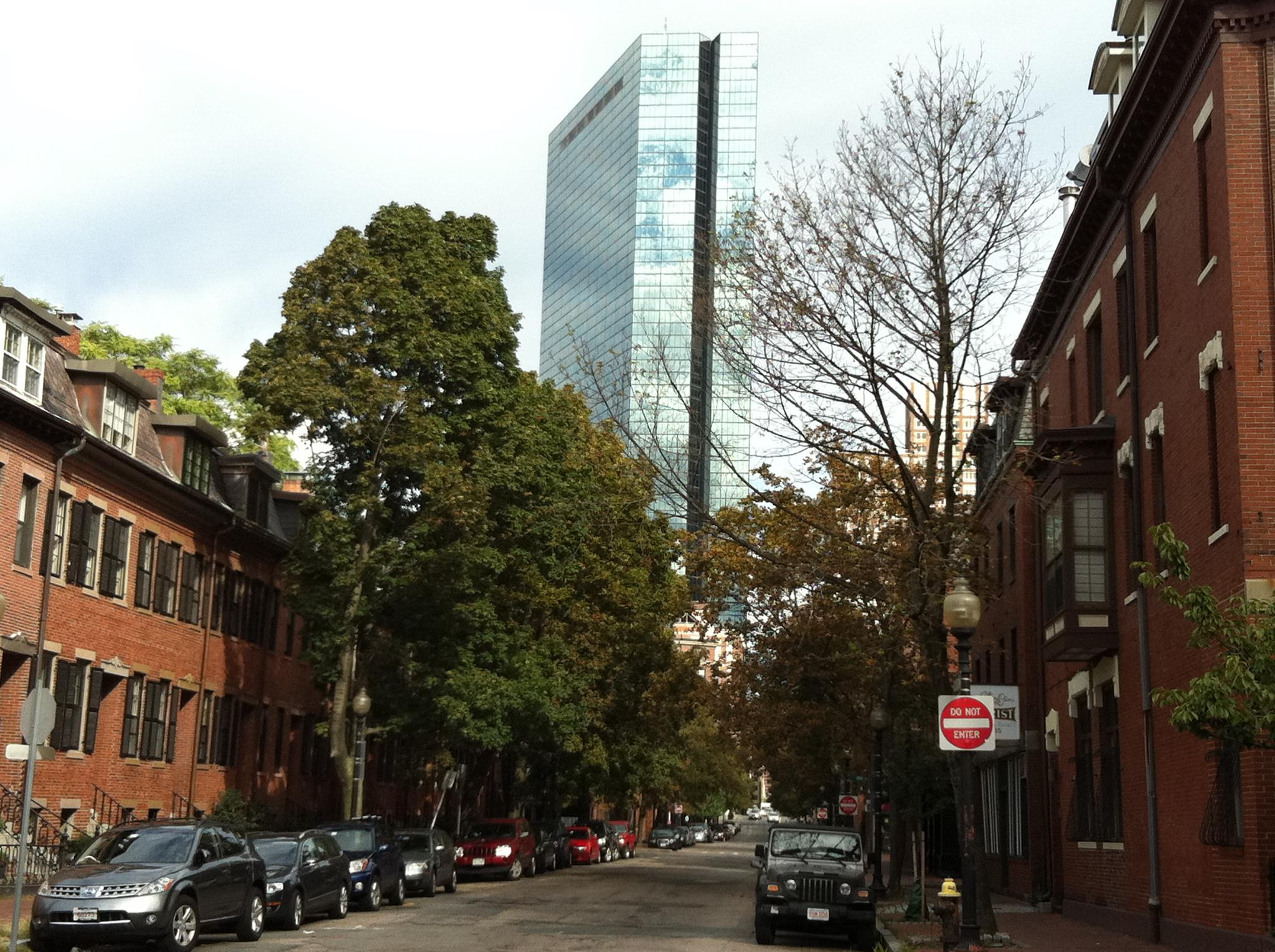
Clarendon Street avec John Hancock Tower au fond.